# ولف أولينز
ولف أولينز (بالإنجليزية: Wolff Olins)‏ شركة استشارات العلامات التجارية، ومقرها في لندن ونيويورك وسان فرانسيسكو. تأسست في عام 1965، ويعمل لديها الآن 150 من المصممين والخبراء الاستراتيجيين والتقنيين ومديري البرامج والمربين، وكانت جزءا من مجموعة أومنيكوم منذ عام 2001.
وتعمل الشركة كشريك إبداعي للقادة الطموحين الذين لديهم رغبة في تصميم أعمالهم للأفضل بشكل جذري. عملت في عدة قطاعات تشمل التكنولوجيا، و الثقافة، و تجارة التجزئة والطاقة والمرافق العامة، وسائل الإعلام، والمنظمات غير الربحية.
في عام 2012، تم الاعتراف من قبل شركة صنداي تايمز بأنها واحدة من أفضل الشركات الصغيرة للعمل من أجل والإعلانات باعتبارها واحدة من أفضل الأماكن للعمل في وسائل الإعلام والتسويق.

## تاريخها
تأسست ولف أولينز في كامدن تاون، لندن، في عام 1965 من قبل المصمم مايكل وولف ووالي أولينز كمدير تنفيذي للإعلانات . غادر وولف الأعمال في عام 1983، وأولينز في عام 2001؛ وولف لا يزال نشط في مجال العلامات التجارية، توفي أولينز يوم 14 أبريل 2014. وعلى مر السنين فتحت ولف أولينز مكاتب في هامبورغ وباريس ومدريد، و لشبونة، والتي أغلقت في وقت لاحق. في عام 1998، افتتحت الشركة مكتبا في نيويورك، وبعد عشر سنوات في دبي.
في عام 2002، تم اختيار وولف أولينز من المكتبة البريطانية باعتبارها موضوعا للالخاصة قصص الحياة الوطنية مشروع التاريخ الشفوي.